# Calydna hemis
Calydna hemis är en fjärilsart som beskrevs av William Schaus 1927. Calydna hemis ingår i släktet Calydna och familjen Riodinidae. Inga underarter finns listade i Catalogue of Life.